# Luis del Sol
Luis del Sol Cascajares, né le 6 avril 1935 à Arcos de Jalón en Castille-et-León, et décédé le 20 juin 2021, est un joueur international de football espagnol, qui évoluait au poste de milieu de terrain, avant de devenir entraîneur. 
Ayant commencé sa carrière sur le côté gauche avant de basculer au centre, celui que l'on surnommait Siete Pulmones, Cepillito ou encore Postino a en tout joué 112 matchs de Liga (pour 28 buts), ainsi que 278 matchs de Serie A (pour 24 buts).

## Biographie

### En tant que joueur

#### En club
Né dans la province de Soria (où son père travaillait comme machiniste pour la Renfe), Luis grandit dans le sud de l'Espagne dans la ville de Séville en Andalousie (il partit y vivre à l'âge de deux mois). À quatorze ans, il commence à travailler pour l'Industria Subsidiaria de Aviación, avant d'entrer avec le centre de formation du Real Betis.
Il commence sa carrière avec des clubs espagnols (Real Betis, CD Utrera et Real Madrid CF qui l'achète 6 500 000 de pesetas). Au Real, il arrive en 1960 à la fin du cycle victorieux de cinq coupes des clubs champions d'affilée du club (il remporte notamment celle de 1959-60).

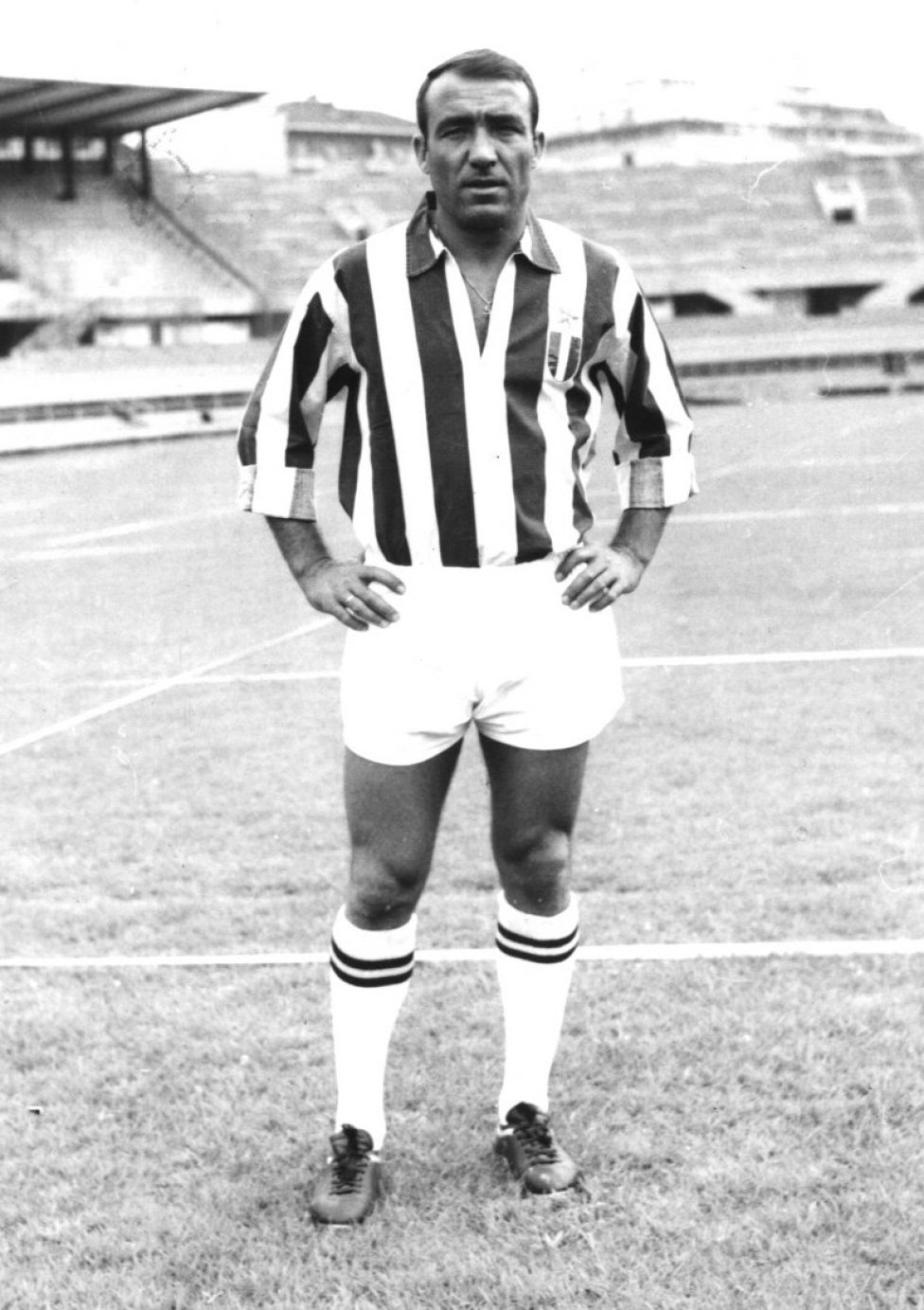
del Sol sous le maillot scudettata de la Juventus en la saison 1967-68

En 1962, il débarque en Italie et signe au club de la Juventus (il devient alors le premier joueur espagnol de l'histoire du club de Turin), avec la lourde tâche de pallier le départ du Gallois John Charles. 
Il joue son premier match en bianconero le 9 septembre 1962 lors d'un succès 5-2 sur Brescia en Coppa Italia, puis son premier match de Serie A cinq jours plus tard lors d'un nul 0-0 contre le Genoa. Del Sol s'impose alors rapidement dans l'effectif et devient titulaire dès sa première saison avec le club piémontais (où il inscrit 9 buts). 
À l'apogée de sa carrière, il reste une valeur sûre du football européen (terminant notamment dans le classement des meilleurs joueurs continentaux avec une 15e place au ballon d'or 1962), et remporte en tout deux titres avec la Vieille Dame, un scudetto en 1966-67, et une coupe en 1964-65. 
Après huit saisons en bianconero, Del Sol quitte le club turinois en 1970, avec qui il joua en tout 228 matchs pour 20 buts marqués en Serie A, ainsi que 300 matchs pour 31 buts marqués toutes compétitions confondues (il est à ce jour considéré comme un des 50 plus grands joueurs de l'histoire du club de la Juventus FC).
Il rejoint ensuite le club de la capitale italienne de l'AS Rome (il est le capitaine de la Roma de 1970 à 1972), avant de retourner finir sa carrière dans son club formateur du Betis.
Il remporte durant sa carrière une coupe intercontinentale ainsi qu'une C1 en 1960, et échoue deux fois en finale de compétitions européennes (la C1 en 1962 et la coupe des villes de foires en 1965).

#### En sélection
En tant que milieu de terrain, Luis del Sol est international espagnol à seize reprises (1960–1966) pour trois buts. Il inscrit un but contre l'Angleterre, l'Argentine et un contre le Maroc, lors des éliminatoires de la coupe du monde 1962. 
Il fait la coupe du monde 1962, jouant deux matchs sur trois, ratant le match contre le Brésil. L'Espagne est éliminée au premier tour. 
Il fait partie des joueurs remportant le Championnat d'Europe de football 1964, mais il ne joue aucun match. 
Comme en 1962, il joue deux des trois matchs de la coupe du monde 1966, ratant juste le match contre la RFA, et l'Espagne est une nouvelle fois éliminée au premier tour.

### En tant qu'entraîneur
Il est entraîneur de petits clubs (Carmona et Jerez Industrial), puis entraîne les jeunes du Betis, puis l'équipe première de 1986 à 1987 et en 2001. Entretemps, il dirige en 1990 le Recreativo Huelva. Il ne remporte aucun titre en tant qu'entraîneur.

## Palmarès

### En tant que joueur

#### En club
| Real Betis - Championnat d'Espagne D2 (1) : - Champion : 1957-58 |  | Real Madrid - Coupe des clubs champions (1) : - Vainqueur : 1959-60. - Finaliste : 1961-62. - Coupe intercontinentale (1) : - Vainqueur : 1960. - Championnat d'Espagne (2) : - Champion : 1960-61 et 1961-62. - Coupe d'Espagne (1) : - Vainqueur : 1961-62. |  | Juventus - Championnat d'Italie (1) : - Champion : 1966-67. - Vice-champion : 1962-63. - Coupe d'Italie (1) : - Vainqueur : 1964-65. - Coupe des villes de foires : - Finaliste : 1964-65. |  | AS Roma - Coupe anglo-italienne (1) : - Vainqueur : 1972. |

#### En sélection
Espagne
- Championnat d'Europe (1) :
  - Vainqueur : 1964.

### En tant qu'entraîneur
Real Betis
- Championnat d'Espagne D2 :
  - Vice-champion : 2000-01.